# أوندا سيرو
أوندا سيرو هي المحطة الإذاعية رقم ثلاثة في إسبانيا، وهي جزء من مجموعة أتريسميديا الإعلامية.

## وصلات خارجية
- موقع أوندا سيرو الرسمي